# Поарта-Селажулуй
Поарта-Селажулуй (рум. Poarta Sălajului) — село у повіті Селаж в Румунії. Входить до складу комуни Роминаші.
Село розташоване на відстані 370 км на північний захід від Бухареста, 15 км на південний схід від Залеу, 46 км на північний захід від Клуж-Напоки.

## Населення
За даними перепису населення 2002 року у селі проживали 433 особи. Рідною мовою 431 особа (99,5%) назвала румунську.
Національний склад населення села:
| Національність | Кількість осіб | Відсоток |
| -------------- | -------------- | -------- |
| румуни         | 399            | 92,1%    |
| цигани         | 31             | 7,2%     |